# Jane Darwell
Jane Darwell, właśc. Patti Mary Woodward (ur. 15 października 1879 w Palmyrze, zm. 13 sierpnia 1967 w Los Angeles) – amerykańska aktorka teatralna, filmowa i telewizyjna, laureatka Oscara za rolę drugoplanową w filmie Grona gniewu (1941).

## Życiorys
Patti Woodward urodziła się w Palmyrze, w stanie Missouri, jako córka Williama Roberta Woodarda, prezesa kolei i Ellen Booth. Aktorka pierwotnie miała zostać jeźdżcem w cyrku, później śpiewakiem operowym. Jej ojciec sprzeciwił się jednak tym pomysłom, a Jane coraz bardziej zafascynowana aktorstwem, postanowiła zmienić swoje nazwisko na Jane Darwell, aby uniknąć powiązań z rodziną.
Podjęła naukę głosu i gry na fortepianie. W pewnym momencie zdecydowała się pójść do klasztoru, ale natychmiast zmieniła zdanie i została aktorką. Darwell rozpoczęła swoją karierę w przedstawieniach teatralnych w Chicago, jej pierwsze pojawienie się w filmie nastąpiło w 1913 roku. Wystąpiła w kilkunastu filmach w ciągu najbliższych dwóch lat przed powrotem na scenę. Po 15 latach nieobecności w kinie, Darwell wznowiła swoją karierę filmową w 1930 roku, występem w filmie Tom Sawyer, tym samym rozpoczynając karierę w Hollywood jako aktorka charakterystyczna. Aktorka zaczęła występować w rolach matek głównych bohaterów, gospodyń domowych lub babć. Pięciokrotnie występowała u boku Shirley Temple.
Została laureatką Oscara dla najlepszej aktorki drugoplanowej za rolę Ma Joad w filmie Grona gniewu (1940). Rolę w tym obrazie dostała pod naciskiem gwiazdy filmu, Henry’ego Fondy. Kontrakt z wytwórnią 20th Century Fox, pozwolił Darwell na występy w takich filmach jak: Zdarzenie w Ox-Bow czy Przeminęło z wiatrem, czasami też zagrała w filmach klasy B. Kariera filmowa Darwell trwała prawie 51 lat, jej ostatnią rolą była postać kobiety karmiącej gołębie w musicalu Mary Poppins.
Aktorka posiada swoją gwiazdę w Hollywood Walk of Fame przy 6735 Hollywood Boulevard.
Darwell zmarła na atak serca w Woodland Hills, w Kalifornii w wieku 87 lat. Została pochowana w Glendale w Forest Lawn Memorial Park Cemetery.

## Filmografia

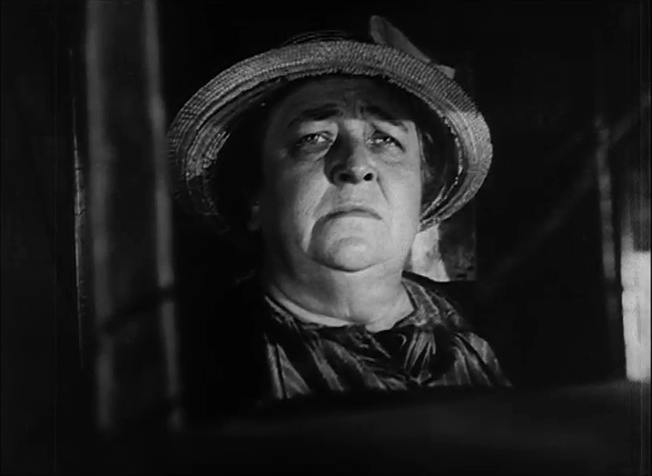
Jane Darwell na planie filmu Grona gniewu (1940)

### Filmy fabularne
- 1913: The Capture of Aguinaldo
- 1913: At Shiloh jako pani Carlton
- 1913: The Head Hunters jako Matesa
- 1913: When Sherman Marched to the Sea
- 1913: The Cowboy Magnate
- 1913: War of the Cattle Range
- 1913: The White Squaw
- 1914: The Master Mind jako Milwaukee Sadie
- 1914: The Only Son jako pani Brainerd
- 1914: The Man on the Box jako pani Chadwick
- 1914: Ready Money jako pani Tyler
- 1914: Rose of the Rancho jako Seniora Castro Kenton , matka Juanity
- 1915: Hypocrites jako Madam (niewymieniona w czołówce)
- 1915: The Goose Girl jako Irma
- 1915: After Five jako pani Russell, 'Ciocia Diddy'
- 1915: The Rug Maker's Daughter jako pani Van Buren
- 1915: The Reform Candidate jako pani Haggerty
- 1923: Little Church Around the Corner jako Anxious Woman at Mine Disaster (niewymieniona w czołówce)
- 1930: Tom Sawyer jako wdowa Douglas
- 1931: Fighting Caravans jako poszukiwaczka (niewymieniona w czołówce)
- 1931: Huckleberry Finn jako wdowa Douglas
- 1931: Ladies of the Big House jako pani Turner
- 1932: No One Man jako pacjentka (niewymieniona w czołówce)
- 1932: Young America jako nauczycielka (niewymieniona w czołówce)
- 1932: Boczna ulica (Back Street) jako pani Schmidt
- 1932: Waszyngtońska karuzela (Washington Merry-Go-Round) jako ciocia Alicji (niewymieniona w czołówce)
- 1932: Upalna sobota (Hot Saturday) jako pani Ida Brock
- 1932: Women Won't Tell jako pani Robinson
- 1933: Air Hostess jako Ma Kearny
- 1933: The Past of Mary Holmes
- 1933: Dziecko Manhattanu (Child of Manhattan) jako pani McGonegle
- 1933: Murders in the Zoo jako gość na przyjęciu (niewymieniona w czołówce)
- 1933: Bondage jako pani Elizabeth Wharton
- 1933: The Girl in 419 jako pielęgniarka Esmond (niewymieniona w czołówce)
- 1933: Jennie Gerhardt jako zarządczyni (niewymieniona w czołówce)
- 1933: Good Housewrecking jako żona
- 1933: Emergency Call jako przełożona pielęgniarek Brown (niewymieniona w czołówce)
- 1933: Bed of Roses jako pani Webster (niewymieniona w czołówce)
- 1933: Before Dawn jako pani Marble
- 1933: Na fali wspomnień (One Sunday Afternoon) jako pani Lind, matka Amy
- 1933: Ann Vickers jako pani Gage (niewymieniona w czołówce)
- 1933: Aggie Appleby Maker of Men jako pani Spence (niewymieniona w czołówce)
- 1933: Zaledwie wczoraj (Only Yesterday) jako pani Lane
- 1933: Roman Scandals (niewymieniona w czołówce)
- 1933: Król na noc (King for a Night) jako pani Williams (niewymieniona w czołówce)
- 1933: He Couldn't Take It jako pani Case (niewymieniona w czołówce)
- 1933: Sztuka życia (Design for Living) jako gospodyni Curtisa (niewymieniona w czołówce)
- 1934: Cross Country Cruise jako pani O’Hara (niewymieniona w czołówce)
- 1934: Fashions of 1934 jako kustosz w Maison Elegance (niewymieniona w czołówce)
- 1934: Wonder Bar jako baronowa (niewymieniona w czołówce)
- 1934: David Harum jako pani Woolsey (niewymieniona w czołówce)
- 1934: Heat Lightning jako Gladys, żona
- 1934: Journal of a Crime jako gość na kolacji (niewymieniona w czołówce)
- 1934: Once to Every Woman jako pani Wood
- 1934: Finishing School jako Maude (niewymieniona w czołówce)
- 1934: Imperatorowa (The Scarlet Empress) jako panna Cardell, pielęgniarka Sophie (niewymieniona w czołówce)
- 1934: Zmiana serc (Change of Heart) jako pani McGowan
- 1934: Let's Talk It Over jako pani O'Keefe
- 1934: The Most Precious Thing in Life jako pani O'Day
- 1934: Blind Date jako Ma Taylor
- 1934: Embarrassing Moments jako pani Stuckelberger
- 1934: Million Dollar Ransom jako Ma
- 1934: Noc miłości (One Night of Love) jako pani Barrett, matka Mary (niewymieniona w czołówce)
- 1934: Desirable jako matka Fredericka (niewymieniona w czołówce)
- 1934: Wake Up and Dream jako sprzedawczyni
- 1934: Happiness Ahead jako pani Davis
- 1934: The Firebird jako pani Miller (niewymieniona w czołówce)
- 1934: The White Parade jako pani 'Sailor' Robets
- 1934: Gentlemen Are Born jako sprzedawczyni (niewymieniona w czołówce)
- 1934: Bright Eyes jako pani Higgins
- 1935: Tomorrow's Youth jako Mary
- 1935: One More Spring jako pani Sweeney
- 1935: McFadden's Flats jako Nora McFadden
- 1935: Life Begins at Forty jako Ida Harris
- 1935: Wig-Wag jako pani Winchell, matka Jacka
- 1935: Złotowłosy brzdąc (Curly Top) jako pani Denham
- 1935: Żona z marynarki (Navy Wife) jako pani Louise Keats
- 1935: Metropolitan jako babcia (niewymieniona w czołówce)
- 1935: Paddy O'Day jako Dora
- 1935: We're Only Human jako pani Walsh
- 1936: Lekarz wiejski (The Country Doctor) jako pani Graham
- 1936: The First Baby jako pani Ellis
- 1936: Moja gwiazdeczka (Captain January) jako Eliza Croft
- 1936: Private Number jako pani Meecham
- 1936: Little Miss Nobody jako Martha Bradley
- 1936: White Fang jako pokojówka Mahoney
- 1936: Mała biedna dziewczynka (Poor Little Rich Girl) jako Woodward
- 1936: Star for a Night jako pani Martha Lind
- 1936: Ramona jako ciocia Ri Hyar
- 1936: Nie znała miłości (Craig's Wife) jako pani Harold
- 1936: Laughing at Trouble jako Glory Bradford
- 1937: Niewinnie się zaczęło (Love Is News) jako pani Flaherty
- 1937: Nancy Steele Is Missing! jako pani Mary Flaherty
- 1937: The Great Hospital Mystery jako panna Sarah Keats
- 1937: Fifty Roads to Town jako pani Henry
- 1937: Statek niewolników (Slave Ship) jako pani Marlowe
- 1937: The Singing Marine jako Ma Marine
- 1937: Niebezpiecznie twoja (Dangerously Yours) jako ciocia Cynthia
- 1937: Wife, Doctor and Nurse jako pani Krueger
- 1938: Change of Heart jako pani Thompson
- 1938: The Jury's Secret jako pani Sheldon, matka Billa
- 1938: Battle of Broadway jako pani Rogers
- 1938: Three Blind Mice jako pani Kilian
- 1938: Mała Miss Broadwayu (Little Miss Broadway) jako panna Hutchins
- 1938: Time Out for Murder jako Polly
- 1938: Five of a Kind jako pielęgniarka Waldron
- 1938: Up the River jako pani Graham
- 1939: Jesse James jako pani Samuels, matka Jesse
- 1939: Inside Story jako ciocia Mary Perkins
- 1939: The Zero Hour jako Sophie
- 1939: Unexpected Father jako pani Callahan
- 1939: Grand Jury Secrets jako pani Keefe
- 1939: The Rains Came jako ciocia Phoebe (pani Smiley)
- 1939: 20,000 Men a Year jako pani Allen
- 1939: Przeminęło z wiatrem (Gone with the Wind) jako pani Merriwether
- 1939: Miracle on Main Street jako pani Herman
- 1940: Grona gniewu (The Grapes of Wrath) jako Ma Joad
- 1940: Untamed jako pani Maggie Moriarty
- 1940: Brigham Young jako Eliza Kent
- 1940: Youth Will Be Served jako Supervisor Stormer
- 1940: Chad Hanna jako pani Bettina Huguenine
- 1941: Small Town Deb jako Katie
- 1941: Thieves Fall Out jako babcia Allen
- 1941: Private Nurse jako panna Adams
- 1941: All That Money Can Buy jako Ma Stone
- 1941: All Through the Night jako pani Donahue
- 1942: Young America jako babcia Nora Campbell
- 1942: On the Sunny Side jako Annie
- 1942: It Happened in Flatbush jako pani Maguire
- 1942: Men of Texas jako pani Scott / ciocia Hattie
- 1942: The Loves of Edgar Allan Poe jako pani Mariah Clemm
- 1942: Highways by Night jako babcia Fogarty
- 1942: The Great Gildersleeve jako ciocia Emma Forrester
- 1943: Gildersleeve's Bad Day jako ciocia Emma Forrester
- 1942: Zdarzenie w Ox-Bow (The Ox-Bow Incident) jako Jenny Grier
- 1943: Guwernantka (Government Girl) jako panna Trask (niewymieniona w czołówce)
- 1943: Czuły towarzysz (Tender Comrade) jako pani Henderson
- 1944: Reckless Age jako pani Connors
- 1944: The Impatient Years jako żona ministra
- 1944: Music in Manhattan jako pani Pearson
- 1944: She's a Sweetheart jako mama
- 1944: Sunday Dinner for a Soldier jako pani Helen Dobson
- 1945: A Yank in London jako pani Patterson
- 1945: Captain Tugboat Annie jako Tugboat Annie
- 1946: The Dark Horse jako ciocia Hattie
- 1946: Three Wise Fools jako siostra Mary Brigid
- 1946: Miasto bezprawia (My Darling Clementine) jako Kate Nelson
- 1947: Keeper of the Bees jako pani Ferris
- 1947: The Red Stallion jako pani Aggie Curtis
- 1948: Train to Alcatraz jako ciocia Ella
- 1948: Trzej ojcowie chrzestni (3 Godfathers) jako panna Florie
- 1949: Red Canyon jako ciocia Jane
- 1950: The Daughter of Rosie O'Grady jako pani Murphy
- 1950: Droga do San Juan (Wagon Master) jako siostra Ledeyard
- 1950: Uwięziona (Caged) jako Isolation Matron
- 1950: Surrender jako Molly Hale
- 1950: Redwood Forest Trail jako Hattie Hickory
- 1950: The Second Face jako Lockridge
- 1950: Father's Wild Game jako Minverva Bobbin
- 1951: Cytrynowy drops (The Lemon Drop Kid) jako Nellie Thursday
- 1951: Three Husbands jako pani Wurdeman
- 1951: Excuse My Dust jako pani Belden
- 1951: Journey Into Light jako Mack
- 1952: Uprzejmie informujemy, że nie są państwo małżeństwem (We're Not Married!) jako pani Bush
- 1953: It Happens Every Thursday jako pani Eva Spatch
- 1953: The Sun Shines Bright pani Aurora Ratchitt
- 1953: Affair with a Stranger jako Ma Stanton
- 1953: Bigamista (The Bigamist) jako pani Connelley
- 1954: A Life at Stake jako sprzedawczyni
- 1955: Cała naprzód (Hit the Deck) jako Jenny
- 1956: There's Always Tomorrow jako pani Rogers
- 1956: Girls in Prison jako Matron Jamieson
- 1958: The Last Hurrah jako Delia Boylan
- 1959: Hound-Dog Man jako babcia Wilson
- 1963: Macbeth jako pierwsza wiedźma
- 1964: Mary Poppins jako kobieta karmiąca gołębie

### Seriale telewizyjne
- 1954: Fireside Theatre
- 1954: The Loretta Young Show jako Irene Townsend
- 1954: The Pepsi-Cola Playhouse
- 1955: Four Star Playhouse jako pani Riggs
- 1954-1955: The Ford Television Theatre jako Christabel / Mama Mumby / pani O’Connor / pani Riggs
- 1955: Climax! jako B. Cool / pani Koestler
- 1955: Studio 57 jako Mom Riker
- 1956: Screen Directors Playhouse jako Lena
- 1956: Przygody Rin Tin Tina (The Adventures of Rin Tin Tin) jako Mama O’Hara
- 1956: My Friend Flicka
- 1956: Cavalcade of America jako Minna
- 1956: Sheriff of Cochise jako pani Harvey
- 1956-1957: Playhouse 90 jako Annie Jackson / pani w autobusie / pani Jacoby
- 1957: Circus Boy jako Mamie LaRue
- 1958: Studio One in Hollywood jako Anna
- 1958: Maverick jako pani Knowles
- 1958: Matinee Theatre
- 1959: Buckskin jako pani Hale
- 1959-1961: Wagon Train jako pani Anderson / Angie Matthewson
- 1960: New Comedy Showcase jako Olga
- 1961: Shirley Temple Theatre jako Babcia
- 1961: Lassie jako pani Brenner
- 1961: Follow the Sun jako Charlotte Randolph
- 1963: Amos Burke, Secret Agent jako pani Leah Mulligan
- 1964: The Alfred Hitchcock Hour jako babcia Carnation